# Championnat du monde des voitures de sport 1954
1953 1955
Le Championnat du monde des voitures de sport 1954 est la 2e saison du Championnat du monde des voitures de sport (WSC) FIA. Il est réservé aux voitures de sport qui vont courir à travers le monde dans des courses d'endurance. Il s'est couru du 24 janvier 1954 au 23 novembre 1954, comprenant six courses.

## Calendrier
| Manche | Course                   | Circuit                       | Participants | Date          |
| ------ | ------------------------ | ----------------------------- | ------------ | ------------- |
| 1      | 1 000 km de Buenos Aires | Autódromo 17 de Octubre       | 35           | 24 janvier    |
| 2      | 12 Heures de Sebring     | Sebring International Raceway | 59           | 7 mars        |
| 3      | Mille Miglia             | Brescia                       | 378          | 2 mai         |
| 4      | 24 Heures du Mans        | Le Mans                       | 57           | 12 au 13 juin |
| 5      | RAC Tourist Trophy       | Dundrod                       | 51           | 11 septembre  |
| 6      | Carrera Panamericana     | Veracruz                      | 150          | 23 novembre   |

## Résultats de la saison

### Attribution des points
Les points sont distribués aux six premiers de chaque course dans l'ordre de 8-6-4-3-2-1.
Les constructeurs ne reçoivent les points que de leur voiture la mieux classée, les autres voitures du même constructeur ne marquant aucun point.

### Courses
| Manche | Circuit      | Pilote vainqueur                          | Écurie            | Constructeur | Résultats |
| ------ | ------------ | ----------------------------------------- | ----------------- | ------------ | --------- |
| 1      | Buenos Aires | Giuseppe Farina Umberto Maglioli          | Scuderia Ferrari  | Ferrari      | Résultats |
| 2      | Sebring      | Bill Lloyd Stirling Moss                  | Briggs Cunningham | O.S.C.A.     | Résultats |
| 3      | Brescia      | Alberto Ascari                            | Scuderia Lancia   | Lancia       | Résultats |
| 4      | Le Mans      | José Froilán González Maurice Trintignant | Scuderia Ferrari  | Ferrari      | Résultats |
| 5      | Dundrod      | Mike Hawthorn Maurice Trintignant         | Scuderia Ferrari  | Ferrari      | Résultats |
| 6      | Veracruz     | Umberto Maglioli                          | Erwin Goldschmidt | Ferrari      | Résultats |

### Championnat du monde des constructeurs
Seuls les quatre meilleurs résultats des six courses sont pris en compte dans le classement. Les autres points ne sont pas comptabilisés et sont indiqués en italique.
| Pos | Constructeur  | BUE | SEB | MMI | LMS | RTT | PAN | Total |
| --- | ------------- | --- | --- | --- | --- | --- | --- | ----- |
| 1   | Ferrari       | 8   |     | 6   | 8   | 8   | 8   | 32    |
| 2   | Lancia        |     | 6   | 8   |     | 6   |     | 20    |
| 3   | Jaguar        | 3   |     |     | 6   | 1   |     | 10    |
| 4   | O.S.C.A.      |     | 8   |     |     |     |     | 8     |
| 5   | Maserati      | 1   |     | 4   |     | 2   |     | 7     |
| 6   | Porsche       |     |     | 1   |     |     | 4   | 5     |
| 7=  | Cunningham    |     |     |     | 4   |     |     | 4     |
| 7=  | Austin-Healey |     | 4   |     |     |     |     | 4     |
| 7=  | Aston Martin  | 4   |     |     |     |     |     | 4     |
| 10  | HWM           |     |     |     |     | 3   |     | 3     |
| 11= | Kieft         |     | 1   |     |     |     |     | 1     |
| 11= | Gordini       |     |     |     | 1   |     |     | 1     |